# Cardenete
Cardenete je španělská obec v provincii Cuenca v autonomním společenství Kastilie – La Mancha. Žije zde 474 obyvatel.

## Poloha obce

### Sousední obce
| Růžice kompasu | Carboneras de Guadazaón | Villar del Humo |         | Růžice kompasu |
| Růžice kompasu | Arguisuelas             | Sever           | Víllora | Růžice kompasu |
| Růžice kompasu | Arguisuelas             | Cardenete       | Víllora | Růžice kompasu |
| Růžice kompasu | Arguisuelas             | Jih             | Víllora | Růžice kompasu |
| Růžice kompasu | Yémeda                  |                 |         | Růžice kompasu |